# Sosna rumelijska
Sosna rumelijska (Pinus peuce Griseb.) – gatunek drzewa iglastego z rodziny sosnowatych (Pinaceae). Sosna rumelijska występuje na części obszaru Półwyspu Bałkańskiego (Bułgaria, Serbia, Macedonia, północna Grecja). Introdukowana w Finlandii.

## Morfologia

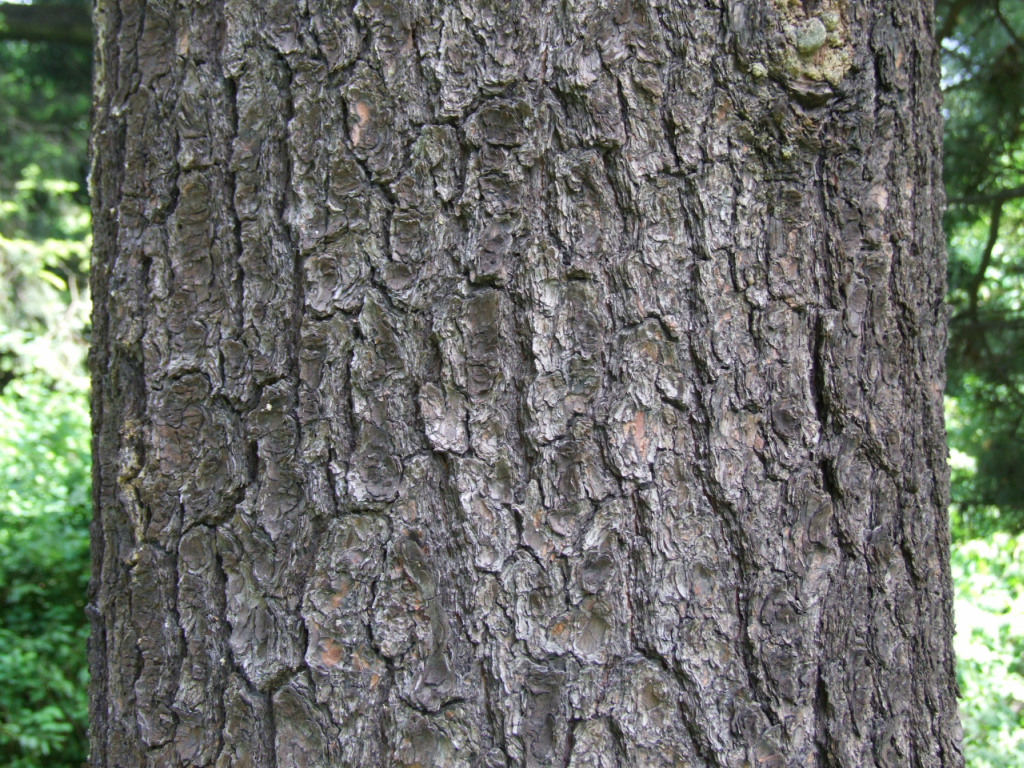
Pień

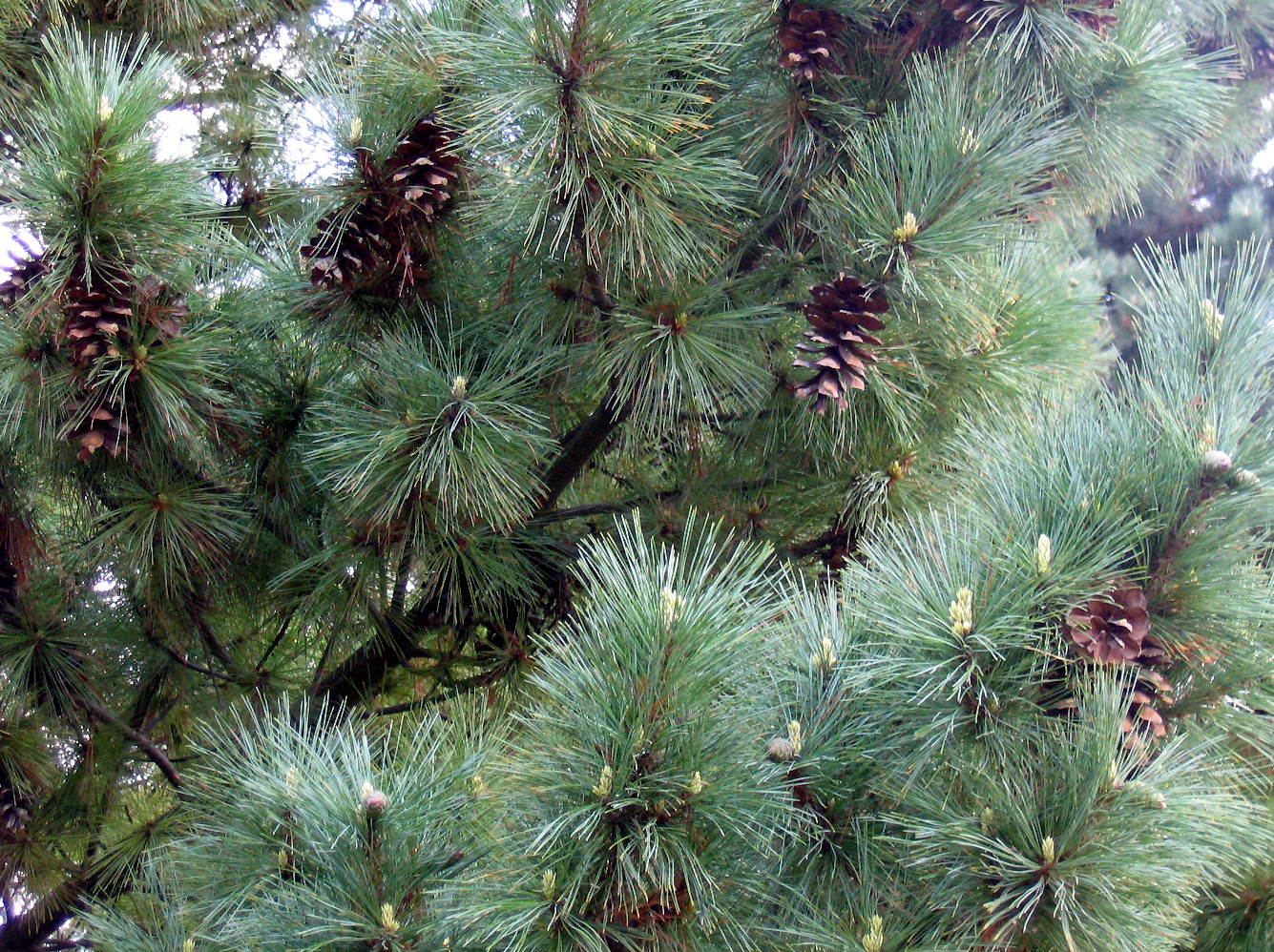
Dojrzałe szyszki

PokrójDrzewo o pokroju stożkowatym, dosyć regularnym i gęstej koronie. Gałęzie często sięgają poziomu ziemi.
PieńOsiąga wysokość 35–40 m i średnicę 50–150 cm. Kora szarobrązowa do ciemnobrązowej, gładka, u starszych drzew spękana. Pędy nagie i grube.
LiścieIgły zebrane po 5 na krótkopędach, na małych krótkopędach, dość sztywne, długości 4,5–10 cm, szerokości 0,7–0,8 mm. Z wierzchu błyszczące i ciemnozielone, od spodu jaśniejsze, z wyraźnymi białymi paskami.
SzyszkiSzyszki męskie żółte. Szyszki żeńskie czerwonawe, potem zielone, dojrzewając brązowieją. Dojrzałe szyszki nasienne skórzaste, cylindryczne, czasem lekko wykrzywione, zwisające, o długości (5)9–18(20) cm, u okazów rosnących blisko granicy drzew o długości 5–13 cm. Nasiona szaro-brązowe, długości 7–8 mm, opatrzone skrzydełkiem o długości 14–22 mm.
Gatunki podobneSosna himalajska (P. wallichiana), ale s. rumelijska ma krótsze, sztywniejsze igły i mniejsze szyszki. Sosna wejmutka (P. strobus) ma delikatniejsze igły, zwykle ożywicowane szyszki z łuskami nasadowymi odgiętymi ku szypule (u s. rumelijskiej są nieodgięte), ma łuski szyszki dłuższe niż szersze (u s. rumelijskiej odwrotnie).

## Biologia i ekologia

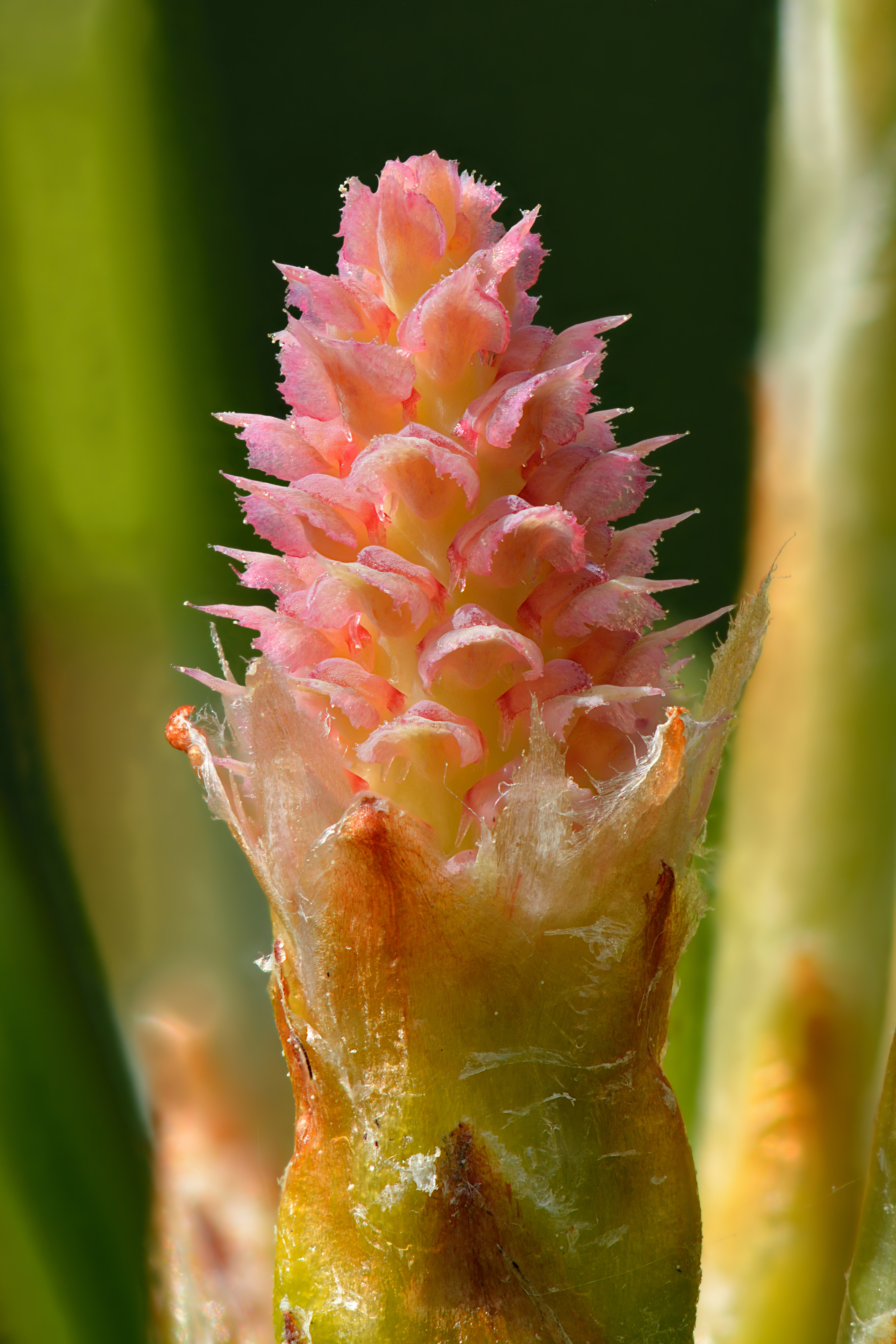
Młoda szyszka żeńska

Drzewo iglaste, wolno rosnące, jednopienne, wiatropylne. Szyszki nasienne dojrzewają w październiku, 17–18 miesięcy po zapyleniu. Igły pozostają na drzewie przez 2–5 lat.
Gatunek wysokogórski, porasta zwykle ocienione zbocza gór (800–2300 m n.p.m.). Toleruje ubogie gleby, zazwyczaj rośnie na podłożu krzemionkowym, rzadziej wapiennym. Drzewo odporne na niskie temperatury.
Jako jedna z niewielu sosen pięcioigielnych wykazuje dużą odporność na rdzę wejmutkowo-porzeczkową powodowaną przez grzyb Cronartium ribicola.

## Systematyka i zmienność
Pozycja gatunku w obrębie rodzaju Pinus:
- podrodzaj Strobus
  - sekcja Quinquefoliae
    - podsekcja Strobus
      - gatunek P. peuce

Wyróżnienie odmiany var. vermiculata Christ, jako występującej w Bułgarii, nie znalazło uzasadnienia w późniejszych obserwacjach. Drzewa z zachodnich obszarów zasięgu wykazują podobne cechy morfologiczne.

## Zagrożenia
Międzynarodowa organizacja IUCN przyznała temu gatunkowi kategorię zagrożenia NT (near threatened), czyli jest gatunkiem bliskim uznania za narażony na wyginięcie.

## Zastosowanie
Drzewo ozdobne
W Polsce sadzone głównie w parkach w zachodniej części kraju. Popularne drzewo ozdobne w krajach skandynawskich. Uprawiane już od 1864 r. i rozpropagowane przez greckiego botanika Teodorosa Orfanidesa.
Surowiec drzewny
Drewno jasne i miękkie, wykorzystywane w budownictwie.